# McComb (Ohio)
McComb é uma vila localizada no estado norte-americano de Ohio, no Condado de Hancock.

## Demografia
Segundo o censo norte-americano de 2000, a sua população era de 1676 habitantes.
Em 2006, foi estimada uma população de 1656, um decréscimo de 20 (-1.2%).

## Geografia
De acordo com o United States Census Bureau tem uma área de
2,5 km², dos quais 2,4 km² cobertos por terra e 0,1 km² cobertos por água. McComb localiza-se a aproximadamente 241 m acima do nível do mar.

## Localidades na vizinhança
O diagrama seguinte representa as localidades num raio de 16 km ao redor de McComb.